# Phù Lỗ (tỉnh)
Phù Lỗ là một tỉnh cũ của Việt Nam.
Tháng 9/1897, Pháp thành lập đại lý hành chính Phù Lỗ, cử Prempain đứng đầu
Ngày 6 tháng 10 năm 1901, Pháp thành lập tỉnh Phù Lỗ, cử Louis A. Conrandy làm công sứ đầu tiên. Triều Nguyễn cử Đỗ Hoan làm tri phủ đầu tiên của phủ Đa Phúc, cử các tri huyện ra quản lý huyện Yên Lãng của tỉnh Vĩnh Yên, huyện Kim Anh, một phần huyện Đông Khê (thuộc phủ Từ Sơn) của tỉnh Bắc Ninh tách ra. Tỉnh lị đặt tại làng Phù Lỗ, huyện Kim Anh, đến ngày 10 tháng 12 năm 1903, chuyển về làng Tháp Miếu, tổng Bạch Trĩ, huyện Yên Lãng.
Ngày 12 tháng 2 năm 1902, lập thêm huyện Vĩnh Ninh từ một số tổng của 2 huyện Đông Khê và Yên Lãng. Cai trị lúc này là công sứ Gariod; quan lại người Việt gồm các tri phủ Tôn Thất Huân (Yên Lãng) và Đỗ Hoan (Đa Phúc); các tri huyện gồm Bùi Duyệt (Kim Anh), Nguyễn Ban (Vĩnh Ninh), Lê Văn Thức (Đông Khê)
Ngày 1 tháng 7 năm 1902, Toàn quyền Đông Dương ra Nghị định đặt thủ phủ của tỉnh Phù Lỗ tại làng Tiên Dược Thượng (thời điểm đó thuộc huyện Kim Anh).
Ngày 10 tháng 4 năm 1903, huyện Đông Khê đổi tên thành huyện Đông Anh.
Ngày 10 tháng 12 năm 1903, Toàn quyền Đông Dương ra Nghị định huỷ bỏ Nghị định ngày 1/7/1902 (về việc đặt thủ phủ của tỉnh Phù Lỗ tại làng Tiên Dược Thượng), xác định lại thủ phủ của tỉnh Phù Lỗ đặt tại trung tâm làng Đạm Xuyên (huyện Yên Lãng).
Ngày 18 tháng 2 năm 1904, Toàn quyền Đông Dương ra Nghị định thành lập tỉnh Phúc Yên. Địa bàn tỉnh Phúc Yên là tỉnh Phù Lỗ cũ.
Ngày 31 tháng 10 năm 1905, Toàn quyền Đông Dương ra nghị định thành lập thị xã Phúc Yên, thủ phủ của tỉnh Phúc Yên, gồm đất đai của 3 làng Đạm Xuyên, Tháp Miếu và Tiền Châu (Yên Lãng).
Ngày 7 tháng 3 năm 1913, Toàn quyền Đông Dương ra nghị định xoá bỏ tỉnh Phúc Yên và chuyển thành Đại lý Phúc Yên trực thuộc tỉnh Vĩnh Yên.
Ngày 31 tháng 3 năm 1923, Thống sứ Bắc Kỳ ra Nghị định tái lập tỉnh Phúc Yên, gồm 2 phủ Đa Phúc, Yên Lãng và 2 huyện Kim Anh, Đông Anh.